# Villási Pál
Villási Pál, született: Gápel (Léva, 1820. november 3. – Budapest, 1888. december 26.) jogász, tanár, kertészeti szakíró.

## Életrajza
Apja építész volt, de hobbiból haszonkertészettel is foglalkozott, és valószínűleg ez keltette fel Villási érdeklődését is a kertészet iránt.
A gimnáziumot szülővárosában Léván végezte, majd a nagyszombati líceum, végül a győri jogakadémia következett, itt szerzett diplomát. 1842-től a Bars megyei főügyész mellé került gyakornoknak. 1843-1844-es országgyűlésen a megye Ambró Antal országgyűlési követ mellé küldte jurátusnak. Bekapcsolódva a reformkori ifjúsági életbe, hamarosan a reformkori eszmék híve lett. Ennek egyik megnyilvánulása volt, hogy 1844. október 6-án Gápel családi nevét Villásira változtatta. 1845-ben Pesten ügyvédi vizsgát tett, s a következő évben, mint Bars vármegye tiszti ügyésze dolgozott.
1848. október elején a váltójogból az ügyvédi vizsgát letette, a honvéd tüzérek közé állott és két hétig az Újépületben gyakorolt. Október 20-án beosztották az első lovas üteghez, és részt vett a pákozdi, schwechati és zorndorfi ütközetekben. December 31-én az új Lánchídon keresztülmenvén, részt vett a bányavárosok felé végrehajtott visszavonulásban. 1849. január 25-én Görgey hadnaggyá léptette elő, részt vett a branyiszkói, kápolnai, hatvani, váci, sarlói és komáromi ütközetekben; amikor pedig az oroszok bejöttek, Szemerénél a sereg visszavonulását Komáromba fedezte. Ezután még Felsőzsolcánál tartóztatta fel az ellenséget, hogy a magyar sereg Aradra visszavonulhasson. Világosnál mint ütegparancsnok adta át ütegét az oroszoknak.
A szabadságharc bukása után ő is bujkálni kényszerült, később sem térhetett vissza a jogi pályára. 1850-1862 között Hont megyében, a Szulyovszky családnál nevelősködött. Itt kezdett el kertészkedni, s ezt a munkát annyira megszerette, hogy 1866-ban 46 évesen beiratkozott a magyaróvári Felsőbb Gazdasági Tanintézetbe, amit sikeresen el is végzett. Ezután 1873-tól Pozsonyban, felesége birtokán gazdálkodott, de mivel értékpapírokba fektetették tőkéjüket elvesztették, kénytelen volt más megélhetés után nézni, egy biztosító társaság tagja lett.
1875-ben előbb a kassai, majd a keszthelyi Gazdasági Tanintézetben lett a kertészet tanára, és egyúttal az ottani kertészet vezetője is. 1879-ben egy évre a magyaróvári Akadémiára helyezték, majd visszakerült Keszthelyre, mint a tanintézet tanára és főkertésze. Keszthely határában ő fedezte fel a Cserszegi mézes cseresznyefajtát. Különösen a korai őszibarackok és más gyümölcsök elterjesztésén fáradozott. 1880-ban megalapította és haláláig szerkesztette a Gyümölcsészeti és Konyhakertészeti Füzeteket. Termékeny szakíró volt.
Egy magyar pomológiai könyv megírására is készült, de közben egészsége megromlott, 1886-ban asztmát kapott és nyugdíjazását kérte, majd a fővárosba költözött, ahol mint a Gazdasági Egyesület tisztviselője működött. Már csak lapját szerkesztette 1888. december 26-án Budapesten bekövetkezett haláláig.
Sokat írt a gazdasági lapokba, a Borászati Lapoknak is munkatársa volt. Cikke a Pesti Hirlapban (1886. 175. sz. Fürdői levél. Bártfa jún. 23. A fürdő történeti leírása). Cikkei részben a Szinnyei Repertóriuma III. kötetében vannak felsorolva.

## Műve
- A gyümölcsfatenyésztés tana. Lucas Ede és Medicus Frigyes után ford. 105 magyarázó ábrával. Bpest, 1878. (2. olcsó czímkiadás. «A gyümölcsfának tenyésztése és ápolása» c. Uo. 1889.).

## Jegyzet
1. 1 2  http://mek.oszk.hu/00300/00355/html/ABC16241/16802.htm. (Hozzáférés: 2017. október 9.)